# Kaarina Kaikkonen
Sisko Kaarina Kaikkonen, född 28 mars 1952 i Idensalmi, är en finländsk bildkonstnär. 
Kaikkonen avlade naturvetenskaplig kandidatexamen 1976, studerade vid Finlands konstakademis skola 1978–1982 (måleri) och 1982–1983 (grafik). Hon höll sin första utställning höll hon 1976 och är mest känd för sina miljökonstverk och stora installationer med arbeten av bland annat papper, textil, trä och glasfiber. På 1980-talet målade hon expressiva arbeten i akrylfärg, men experimenterade redan då med olika material såsom gips, kartong och plåt samt åstadkom skulpturer av föremål som lösryckts ur sitt vardagliga sammanhang. Uppseendeväckande var bland annat  hennes installation Vägen (2000) av gamla manskläder – 3 000 slitna rockar – på Helsingfors domkyrkas trappa. Hon har utfört offentliga miljökonstverk bland annat i Gustav Adolfs, skulpturen Ohne Fahrkarte (1989) till Helsingfors stadsbibliotek vid Rikhardsgatan, en skulptur till Joensuu universitet 1990, Muren (1993) i Jämsä och Hoppet (2000) för Esbo kyrkliga samfällighet. Hon har undervisat vid Konstindustriella högskolan sedan 1985 och tilldelades Finlandspriset 2001.